# Атлетико Сорокаба
«Атлетико Сорокаба» — бразильский футбольный клуб из Сорокабы, основанный 21 февраля 1991 года. Цветами клуба являются жёлтый и красный, повторяющие цвета флага города.
Клуб участвовал в двух розыгрышах чемпионата штата Сан-Паулу, в розыгрыше Кубка Бразилии в 2009, а также несколько раз в Серии C чемпионата Бразилии.
Благодаря хорошим вложениям в развитие молодёжи в 2009 году клубу удалось добраться до четвертьфинала Кубка штата Сан-Паулу среди юношей.
В настоящий момент клуб участвует в Серии A1 и Кубке штата Сан-Паулу.

## История
История клуба тесно связана с золотой эпохой в истории женского баскетбола в Бразилии. Сначала клуб был образован после создания баскетбольной команды, которая была нацелена на распространение спорта. В 1980-х годах в команде играли такие звёзды, как Гортензия (которая оставалась в команде в течение 9 лет), Марта, Ана Мота, Бранка, Жанет, Адриана, Вания, Ванира, Синтия Туиу, Алессандра и Клаудинья.
Во время Панамериканских игр 1991 на Кубе 6 игроков из 12 представляли команду из Сорокабы. Команда с качеством игры, которое может привести только к успеху, выиграла несколько титулов в крупных соревнованиях. В 1993 году в рамках сотрудничества с «Нестле» «Атлетико Сорокаба» создал женскую волейбольную команду, история которой не сильно отличалась от баскетбольной команды. Такие игроки, как Ана Мозер, Карин Негран, Фернанда Вентурини и Ана Паула выиграли множество трофеев, включая чемпионат Бразилии и клубный чемпионат мира.
Наконец, 15 марта 1993 футбольный клуб был образован после слияния мужской футбольной команды с «Атлетико Барселона», также объединившейся с командой железной дороги Сорокабы. Сперва было принято решение реконструировать стадион «Эйсебио Морено», где играла «Барселона», но место было очень маленьким и не позволяло построить трибуны вместимостью 5000 зрителей, как того требовала футбольная федерация штата Сан-Паулу. Таким образом, начатые в лихорадочном темпе изменения в связи с требованиями Бразильской федерацией футбола и федерацией штата Сан-Паулу потребовали вложения в размере 70 000 долларов. Окрашенный в жёлтые и красные цвета стадион окончательно был готов принимать 6 000 зрителей и принимать игры тогда новорождённого футбольного клуба.
26 сентября 1993 года был открыт новый Железнодорожный стадион, полностью заполненный, отражающий желание населения микрорегиона Сорокабы встретить новую команду и взмахнуть красными и жёлтыми флагами, распространёнными у входа на новую арену.
Первая официальная игра на этом стадионе была выиграна «Атлетико» со счётом 4—1 против «Гарсы». И начавшаяся с того момента победная полоса в том же году привела «Атлетико» к победе в серии B2 и продвижению в Серию A3 Лиги Паулиста. В следующем году было вложено более миллиона долларов в строительство определённых трибун, которые увеличили вместимость до 15 тысяч зрительских мест. Также в 1993 году была создана сильная команда, в которой играл Сержиньо Шулапа, который играл во втором дивизионе Лиги Паулиста и смог выйти в Серию A3 следующего года.

### Трудный путь
В 1994 году команда заняла 4-е место в Серии A3 чемпионата Сан-Паулу. Большие вложения не имели желаемого эффекта. В 1995 году, на фоне серии неудач и финансовых трудностей, команда была уже не такой сильной.

### Первый тренировочный центр
В ноябре 1996 в связи с тяжелым финансовым кризисом доктор Караканте принял решение использовать пустое место, ранее занимаемое косметической компанией и располагавшееся на шоссе Жуана Лерне дос Сантоса, для размещения всех футбольных секций и офисных зданий, делая это место клубным тренировочным центром.
С 1996 по 1999, во время все ещё продолжавшегося финансового кризиса, команда боролась за то, чтобы остаться в Серии A3 чемпионата Сан-Паулу. Хотя в 1997 казалось, что уже стал виден свет в конце туннеля, когда президент Эдгар Моура подписал спонсорское соглашение с компанией «Ванел». Но мечта продлилась только пять месяцев, так как «Ванел» только частично спонсировал профессиональную команду. Было очень сложно выжить, когда ни одна компания не спонсировала футбольную команду на постоянной основе. Основными приоритетами тогда стали поиск игроков для основной команды или даже их использование в качестве источника дохода. В то время появились такие игроки, как Эвилар, Эдер, Бразилиа, Эдней (сегодня тренер вратарей в клубе), Андерсон, Жерман и Такуа.
В 1999 году появилась надежда после появления нового спонсора, компанией «Лаки», которая распространяла чипсы с футбольным названием «Торсида». В тот год команда завершила первый этап на хорошем месте, но не смогла повторить это во втором этапе и с трудом избежала вылета, сыграв одну из худших кампаний в своей истории.

### Золотые годы
После годов выступлений в Серии A3 чемпионата штата Сан-Паулу, а 2000 году был выбран новый совет директоров, чтобы реструктурировать спортивную команду и снова вернуться на правильный путь. Затем клуб был приобретен общественным деятелем Мун Сон Мёном, который был назначен президентом. 2001 год стал золотым после долгожданного попадания в Серию A2, а также участия в молодёжном Кубке Сан-Пауло и разгрома «Интернасьонала» со счётом 4—1. В 2002 году команда даже провела хорошую кампанию в Серии C, а также в 2003 году попала в Серию A1 после завоевания вице-чемпионства в Серии A2.

### Настоящее время
В 2012 «Атлетико Сорокаба» добился права участвовать в Серии A1 чемпионата Сан-Паулу в 2013 году, заняв 3-е место в Серии A2.

## Достижения

### Международные
- Международный чемпионат Независимости: 2009[6][7].

### Штат
- Кубок штата Сан-Паулу: 2008.
- Лига Паулиста (Серия A2) — 2-е место: 2003
- Лига Паулиста (Серия A3) — 2-е место: 2001
- Лига Паулиста (Серия Экстра): 1993

### Молодёжные турниры
- Региональные игры: 2008, 2009 и 2010[8]
- Открытые игры Провинции — 3-е место: 2010.
- Открытые игры Провинции (2 дивизион) — 2-е место: 2011.
- Кубок Сан-Роке по футболу среди юношей до 18 лет: 2009.
- Лига Паулиста среди молодёжных команд (2 дивизион): 2002.
- Международный чемпионат Иту — 2-е место: 1993.

## Соперничество
Главным соперником «Атлетико Сорокаба» является «Сан-Бенту», который участвует в одном из главных дерби провинции штата Сан-Паулу — Дерби сорокабано. Соперничество началось в 1993 и имеет 38 матчей, 17 из которых закончились победой «петухов», 7 — «синих птиц» и 14 завершились вничью.

## Исторические матчи

### 2009
В конце второй половины 2009 года команда сыграла товарищеский матч против сборной КНДР, готовившейся к чемпионату миру по футболу 2010. Она стала первой южноамериканской командой, которая сыграла на северокорейской земле, особенно против главной команды.
Это имело последствия в соседней Южной Корее, в которой игра транслировалась Корейской вещательной компанией, второй вещательной компанией страны и первой вещательной компанией, которая транслировалась за границей. Матч прошёл на стадионе имени Ким Ир Сена в столице Пхеньяне перед бразильскими послами и около 8 тысячами болельщиками, в то время как другие 30 тысяч, которые не могли присутствовать на стадионе, смотрели игру по телевизору.
Игра проходила в честной борьбе, обе команды имели несколько возможностей для взятия ворот, северокорейский вратарь совершил несколько сейвов за игру, и она завершилась нулевой ничьей.
| 5 ноября 2009 15:00 (UTC+9) | \| КНДР \| 0 – 0 Отчёт (недоступная ссылка) (недоступная ссылка с 28-05-2013 [4451 день] — история, копия) \| Атлетико Сорокаба \| | Стадион имени Ким Ир Сена, Пхеньян Зрителей: 80 000 |
| КНДР                        | 0 – 0 Отчёт (недоступная ссылка) (недоступная ссылка с 28-05-2013 [4451 день] — история, копия)                                    | Атлетико Сорокаба                                   |

### 2010
Через год после товарищеского матча против сборной КНДР команда была приглашена к игре, посвящённой инаугурации нового президента — Ким Чен Ына
| 25 октября 2010 15:00 (UTC+9) | \| КНДР \| 1 – 0 Отчёт (недоступная ссылка с 28-05-2013 [4451 день] — история, копия) \| Атлетико Сорокаба \| | «Янгакдо», Пхеньян Зрителей: 40 000 |
| КНДР                          | 1 – 0 Отчёт (недоступная ссылка с 28-05-2013 [4451 день] — история, копия)                                    | Атлетико Сорокаба                   |